# Cita a ciegas (película de 1987)
Cita a ciegas (título original: Blind Date) es una película estadounidense de 1987, dirigida por Blake Edwards y protagonizada por Bruce Willis y Kim Basinger en los papeles principales. También fue el debut de Bruce Willis en un largometraje.

## Argumento
Walter Davis (Bruce Willis) autoriza a su hermano, Ted (Phil Hartman), para que organice una cita a ciegas con la prima de su esposa, Nadia (Kim Basinger), con la que quiere participar en una fiesta de la compañía donde trabaja. Walter acude con temor y descubre que Nadia es callada y tímida, pero queda encantado con la chica, que es una belleza, y los dos experimentan cierta incomodidad el uno con el otro. Sin embargo, según va avanzando la velada, Nadia comienza a beber aunque no tolera el alcohol, y va perdiendo el control y comienza a comportarse de una manera salvaje, lo que causa que Walter pierda su empleo por su actuación en esa fiesta. Para empeorar la situación, el celoso exnovio de Nadia y acechador, David (John Larroquette), provoca más tensión al acechar a la pareja durante toda la noche. Walter termina siendo arrestado después de amenazar a David con una pistola y obligarlo a bailar el moonwalk antes de disparar a los pies del asustado hombre. 
Nadia paga la fianza de $10 000 dólares para liberar a Walter y acuerda casarse con David, si este le ayuda a Walter a librarse de cumplir una condena, algo que hace gracias a su influencia como abogado y por el hecho que el responsable juez del caso es su padre. Sin embargo Walter, que se ha enamorado de ella por lo que hizo, está decidido a detener como sea la ceremonia. El caos se desata.

## Reparto
| Actor            | Personaje           |
| ---------------- | ------------------- |
| Kim Basinger     | Nadia Gates         |
| Bruce Willis     | Walter Davis        |
| John Larroquette | David Bedford       |
| William Daniels  | Juez Harold Bedford |
| George Coe       | Harry Gruen         |
| Mark Blum        | Denny Gordon        |
| Phil Hartman     | Ted Davis           |
| Stephanie Faracy | Susie Davis         |
| Alice Hirson     | Muriel Bedford      |

## Producción
Al principio Madonna y Sean Penn fueron los actores en quienes se pensó para encarnar a la pareja protagonista de la película, pero, al querer los productores darle el papel masculino a Bruce Willis, Madonna rechazó el ofrecimiento. Kim Basinger aprovechó entonces su renuncia y ocupó su lugar.

## Recepción
La película (que trata de forma jocosa temas como el alcoholismo y los celos posesivos) causó la subida al estrellato cinematográfico del Bruce Willis, que por esa época triunfaba en la pequeña pantalla con la serie Luz de luna y la consolidación de Kim Basinger como uno de los grandes sex-simbols del decenio tras aparecer anteriormente en Nueve semanas y media o Nadine. También funcionó muy bien en la taquilla española, donde más de un millón de espectadores la vieron.

## Premios
- Premio Jupiter a la Mejor Actriz Internacional (Kim Basinger).

## Curiosidades
- En los Estados Unidos, el nombre del director antecedía al título de la película: Blake Edwards' Blind Date.
- En el reparto figura Emma Walton, hijastra de Blake Edwards.